# Gryllomorpha dalmatina
|  | Per a altres significats, vegeu «Sabater». |

El sabater (Gryllomorpha dalmatina) és una espècie d'ortòpter de la família Gryllidae que habita dins les cases.

## Subespècie
Les subespècies inclouen:
- Gryllomorpha dalmatina cretensis Ramme, 1927
- Gryllomorpha dalmatina dalmatina (Ocskay, 1832)
- Gryllomorpha dalmatina minutissima Gorochov & Ünal, 2012
- Gryllomorpha dalmatina pieperi Harz, 1979
- Gryllomorpha dalmatina schmidti Gorochov, 1996

## Distribució
Aquest grill és principalment present a França, Itàlia, Eslovènia, Espanya, Suïssa, en l'Orient Pròxim i a l'Àfrica del nord.

## Descripció

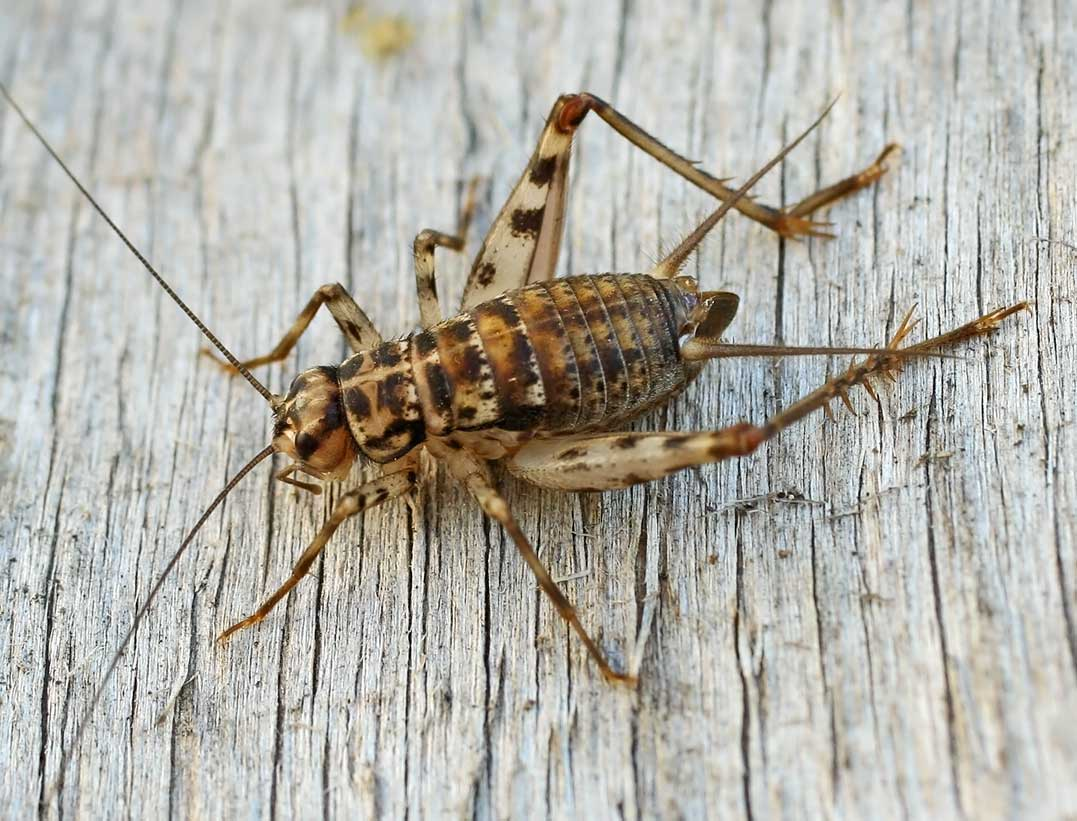
Vista dorsal

Gryllomorpha dalmatina és l'espècie més grossa del gènere Gryllomorpha. Els adults assoleixen 15–20 mil·límetres. No tenen ales. La coloració general del cos és marró pàl·lid, amb marques marró fosc en el cos i les potes. Les antenes són molt llargues. També té les cames més aviat llargues. L'ovipositor de la femella és llarg i prim i pot assolir una llargada de si fa o no fa 12–17 mil·límetres (0.47–0.67).

## Biologia
Generalment es poden trobar a la natura d'abril a fins entrada la tardor, però en l'entorn domèstic són actius tota l'any. N'hi ha en edificis, especialment llocs foscos i humits, cellers, soterranis, coves, però també sota pedres i troncs. Són lucífugs i s'alimenten de deixalles orgàniques.